# Grand Tower
Grand Tower è un comune degli Stati Uniti d'America, situato nello Stato dell'Illinois, nella contea di Jackson.